# Cal Mingu
Cal Mingu és una casa al municipi de Sallent (Bages) catalogada a l'Inventari del Patrimoni Arquitectònic de Catalunya. Construcció que consta d'uns baixos, un primer pis i golfes. Presenta la característica de l'encoixinat sense perfilar que envolta els marcs de la part baixa i els laterals del primer pis. En aquest hi ha un balcó amb dues sortides, coronades amb arcs de mig punt; a sobre d'aquests hi ha un fris de ceràmica vidrada. També s'utilitza ceràmica vidrada per decorar la part inferior del balcó i de la barbacana. El primer propietari era un paleta i va decorar-la de forma ostentosa seguint la línia i sistemes de l'època.